# St. Cäcilia (Oberkassel)

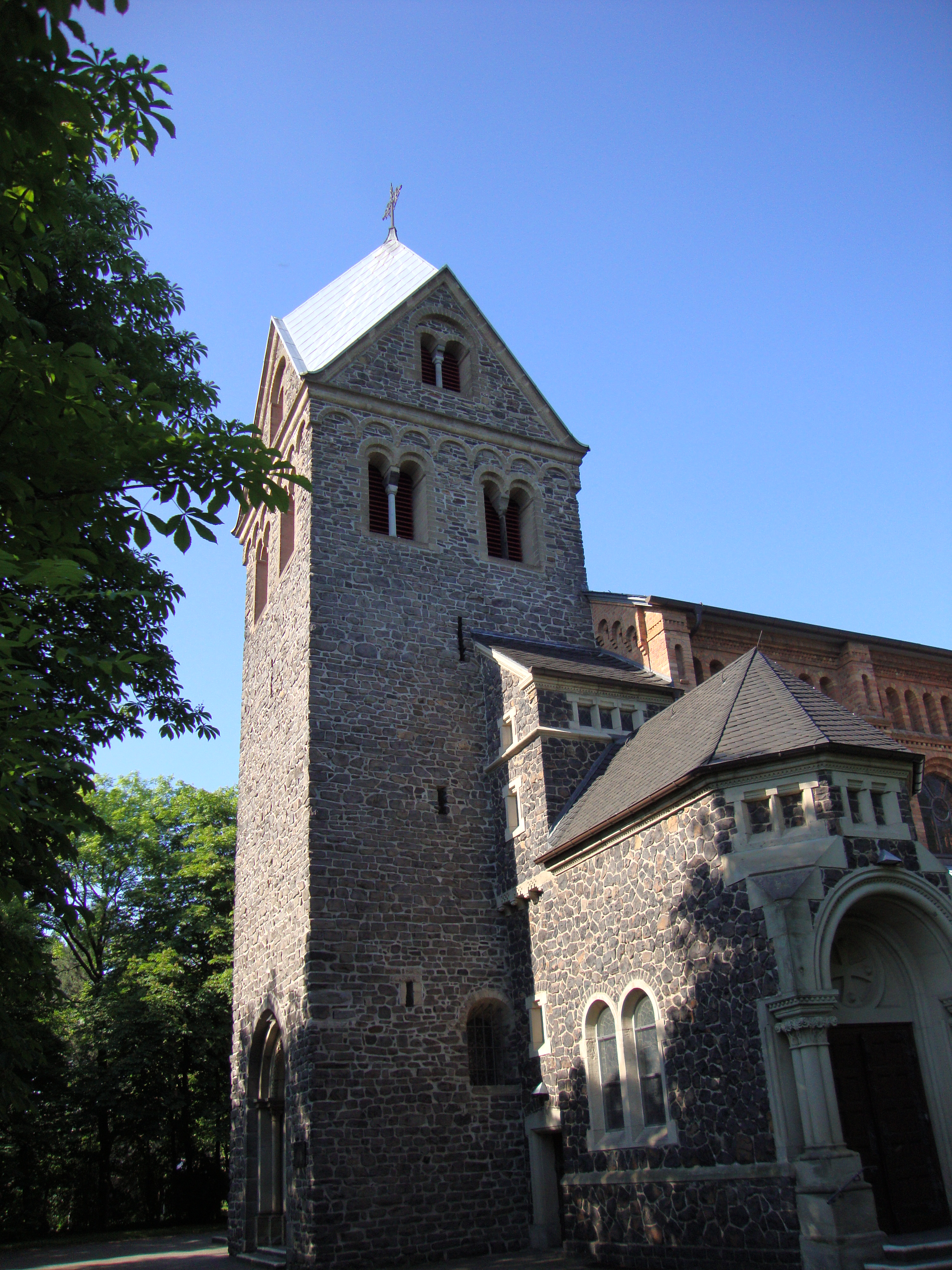
St. Cäcilia in Bonn-Oberkassel, romanischer Turm

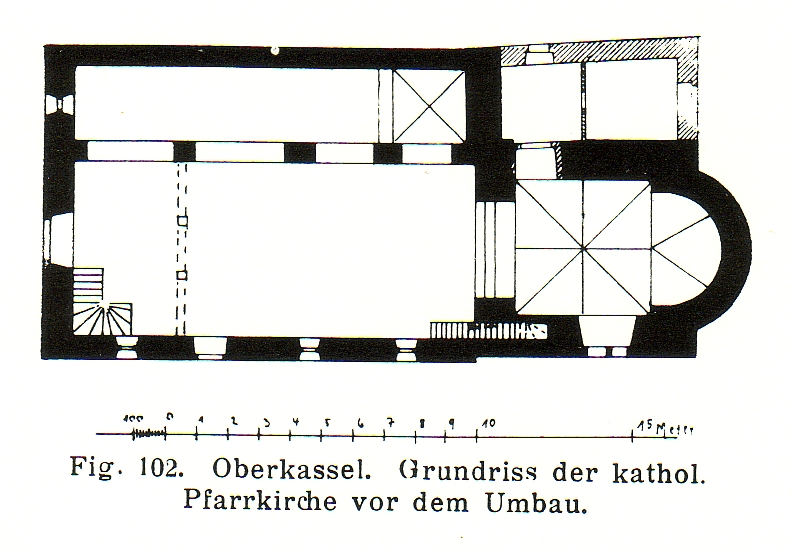
St. Cäcilia, Grundriss vor Erweiterung mit Apsis am Chorturm

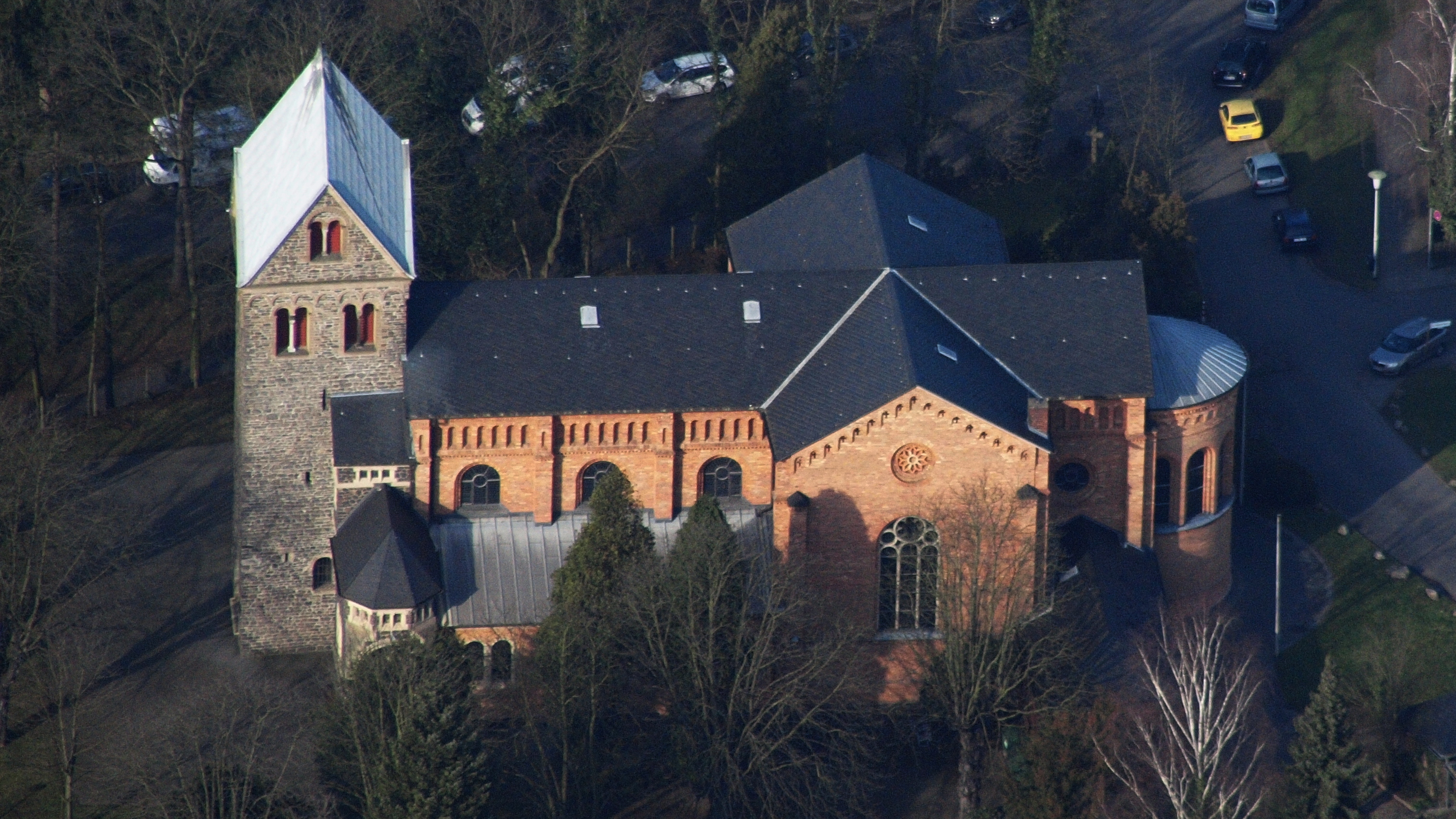
St. Cäcilia, Luftaufnahme (2015)

Die römisch-katholische Pfarrkirche St. Cäcilia im Bonner Stadtteil Oberkassel ist mittelalterlichen Ursprungs. Sie steht einschließlich des Pfarrhauses, des ehemaligen Kirchhofs und zwei Steinwegekreuzen als Baudenkmal unter Denkmalschutz.

## Geschichte
Die Kirche, der heiligen Cäcilia geweiht, wurde 1144 das erste Mal als dem Stift Vilich inkorporiert urkundlich erwähnt. Der älteste Teil der Pfarrkirche ist der viergeschossige romanische Glockenturm aus Bruchstein, der um 1200 als Chorturm mit Apsis erbaut wurde.
1863 bis 1865 wurde das Langhaus östlich des Turms errichtet und bei der Einbeziehung des Chorturms dessen Apsis abgebrochen (Entwurf: August Dieckhoff). Beim Bau der rechtsrheinischen Eisenbahn unmittelbar unterhalb der Kirche musste auch die westlich gelegene alte Kirche abgerissen werden. Wegen des Anstiegs der katholischen Bevölkerung und zur Rekonstruktion des ursprünglich kreuzförmigen Grundrisses der Kirche wurden im Jahre 1910 die Seitenschiffe hinzugefügt. Die große Sakristei kam 1955 hinzu.

## Ausstattung

### Kirchenfenster

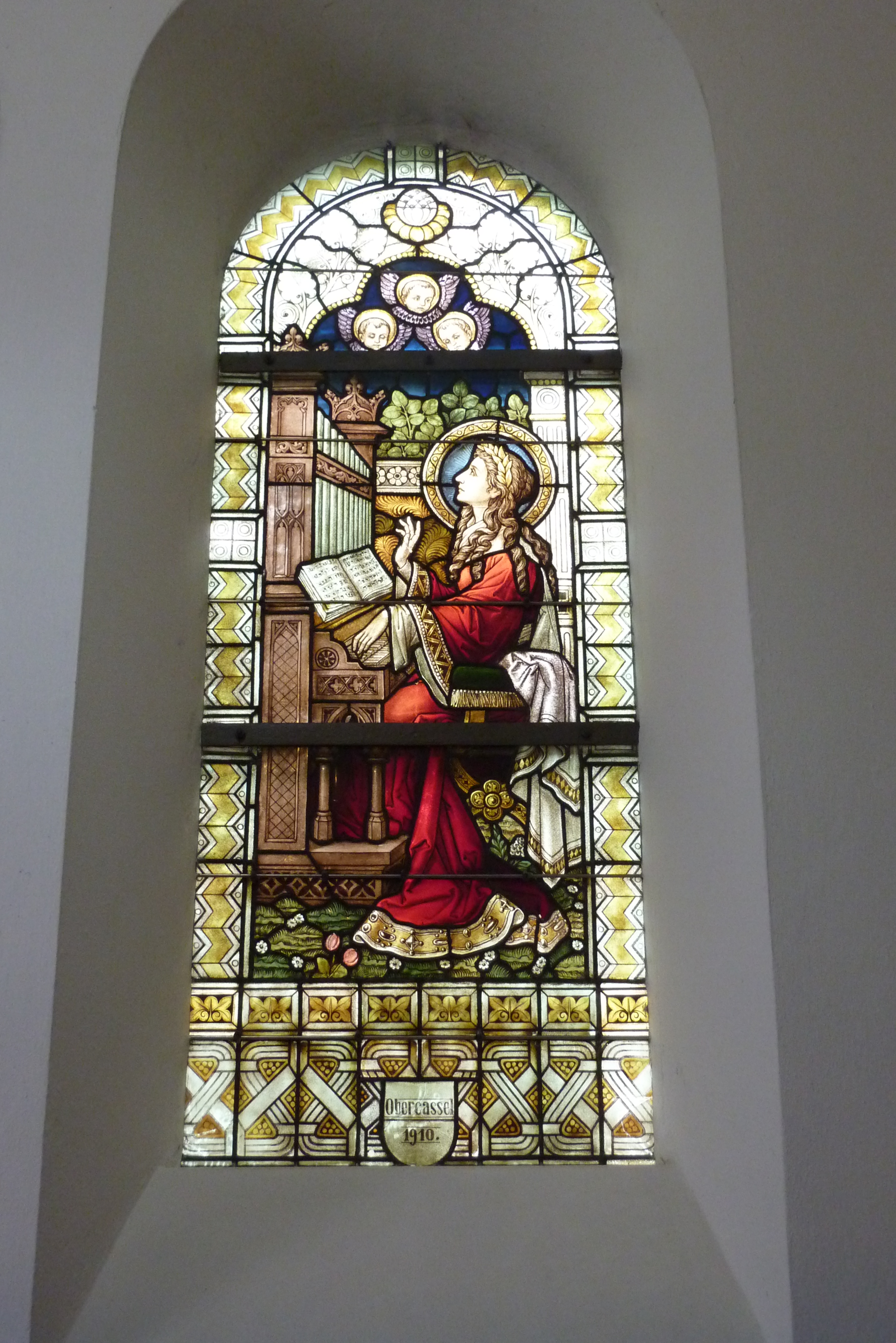
Glasfenster mit einer Darstellung der hl. Cäcilia

Die Glasfenster des Chores wurden 1884/86 von Joseph Machhausen geschaffen. Andere Glasfenster entstanden Anfang des 20. Jahrhunderts, die Spender sind meistens unter dem Motiv genannt. In den letzten Jahren wurde die Reinigung aller Fenster vorgenommen, sodass sie wieder in ihrer ursprünglichen Leuchtkraft erstrahlen. 

### Orgel
1863 bis 1865 wurde eine kleine Orgel der Firma Kalscheuer eingebaut, die 15 Register besaß. 1912 wurde diese Orgel durch eine größere der Firma Klais aus Bonn ersetzt.
Die Firma Kreienbrink aus Osnabrück lieferte für 115.000 Deutsche Mark eine neue Orgel, die am 23. September 1973 geweiht wurde. Das Instrument besitzt 23 klingende Register auf zwei Manualwerken und Pedal.
| I Hauptwerk |                   |       |
| 1.          | Stillgedackt      | 16′   |
| 2.          | Prinzipal         | 8′    |
| 3.          | Gedackt           | 8′    |
| 4.          | Oktave            | 4′    |
| 5.          | Gemshorn          | 4′    |
| 6.          | Superoktave       | 2′    |
| 7.          | Sesquialter I-III | 2 ⁄3′ |
| 8.          | Mixtur IV-VI      | 1 ⁄3′ |
| 9.          | Trompete          | 8′    |
|             | Tremulant         |       |

| II Schwellwerk |                |      |
| 10.            | Rohrflöte      | 8′   |
| 11.            | Viola di Gamba | 8′   |
| 12.            | Prinzipal      | 4′   |
| 13.            | Gedacktflöte   | 4′   |
| 14.            | Schweizerflöte | 2′   |
| 15.            | Quintan II     | 8⁄9′ |
| 16.            | Scharff IV     | 1′   |
| 17.            | Hautbois       | 8′   |
|                | Tremulant      |      |

| Pedal |                |         |
| 18.   | Subbass        | 16′     |
| 19.   | Prinzipalbaß   | 8′      |
| 20.   | Rohrpommer     | 8′      |
| 21.   | Choralbass II  | 4′ + 2′ |
| 22.   | Hintersatz III | 2′      |
| 23.   | Posaune        | 16′     |

- Koppeln: II/I, I/P, II/P
- Spielhilfen: 6-fache Setzeranlage

### Glocken
Im romanischen Turm hängen fünf Glocken. Den Altbestand des Geläuts bilden die drei kleineren Glocken. Die größte von ihnen ist ein Umguss Christian Clarens aus einer Vorgängerglocke, die 1826 von Georg Claren gegossen wurde. Diese Glocke selbst war ebenfalls ein Umguss einer noch älteren Glocke, welche Bannglocke genannt wurde; sie war durch einen Blitzschlag gesprungen.
Zu den ältesten erhaltenen Glocken der Region um Bonn zählen die beiden kleinsten Glocken des 15. Jahrhunderts, Cäcilia und Johannes.
Im Jahre 1948 goss der Bochumer Verein zwei Gussstahlglocken in der sogenannten V-12-Rippe, die jedoch aufgrund ihrer schieren Größe an tief verkröpfte Joche gehängt werden mussten. Zum Angelusläuten (unter anderem um 18 Uhr) ertönt die Schlagfolge aus 3×3 Schlägen auf der großen Christkönigsglocke, die kleine Johannesglocke läutet für einige Minuten nach. Zu Werktagsmessen läuten die Glocken 5+4, sonntags 5+4+3 und an Hochfesten alle fünf Glocken. Zu Exequien erklingt die große Christkönigsglocke allein. Das Läuten beginnt immer eine Viertelstunde vor Gottesdienstbeginn.
| 'Nr. | Name        | Gussjahr | Gießer, Gussort           | Durch-messer | Masse   | Schlagton (HT-1⁄16) | Inschrift |
| ---- | ----------- | -------- | ------------------------- | ------------ | ------- | ------------------- | --- |
| 1    | Christkönig | 1948     | Bochumer Verein           | 1640 mm      | 1850 kg | d1 +10              | CHRIST IST ERSTANDEN WAHRHAFT VOM TOD / DU SIEGER DU KÖNIG SIEH UNSERE NOT                                                                       |
| 2    | Sebastianus | 1948     | Bochumer Verein           | 1450 mm      | 1300 kg | e1 +10              | HL. SEBASTIANUS / EIN GLAUBE OHNE TAT IST EIN FELD OHNE SAAT                                                                                     |
| 3    | Maria       | 1888     | Christian Claren, Sieglar | 1009 mm      | 650 kg  | g1 +10              | VENITE FESTINANTES CHRISTIE FIDELES QVI LABORATIS ET ONERATI ESTIS IN NECESSITATIBVS VESTRIS VOCANTE MARIA                                       |
| 4    | Cäcilia     | 1464     | Sifart Duisterwald, Köln  | 889 mm       | 450 kg  | a1 +10              | sancta . secilie + heisen . ich + / zo . gotz + dienst . luden + ich . / sifart + duisterwalt . gois + mich . / anno . d(omi)ni + m + cccclxiiii |
| 5    | Johannes    | um 1495  | Clais Ricnar, Köln        | 800 mm       | 310 kg  | h1 +14              | IHESUS . MARIA . IOHANNES + AP(OSTO)LI . / IOHANNES . HEIS + ICH . / CLAIS . RICHERT . GNS . ICH + / ANNO + D(OMI)NI . MO . VC +                 |